# 蔡全勝
蔡 全勝（Quansheng Cai、1954年11月生まれ - ）は、中国出身の日本語教育者。京都情報大学院大学の教授である。

## 経歴
- （中国）大連外国語大学日本語学部卒業[3]
- 大阪外国語大学大学院外国語学研究科日本語専攻修士課程修了,文学修士[1]
- 大連外国語大学教授,大連外国語大学日本語学院院長[3]
- （中国）遼寧対外経貿学院教授
- 北九州市立大学交換教授
- 北星学園大学交換教授

## 業績
論文
- 「中国人の日本語アクセント傾向」国際交流基金日本語教育委論 文集（1）1983[4]
- 「経済発展と日本語教育の変化」国士館大学主催国際シンポジューム2002
- 「中日両言語の音節特徴」外国語と外国語教育2004
- 「中国人日本語アクセント新傾向」日本語学習と研究2009

著書
- 「大学日本語」（1,2冊）学术期刊出版社1988 1冊ISBN 7800455041,2册ISBN 780045505X
- 「新编日本語教程」（1,2,3,4冊）遼寧人民出版社1988 4冊ISBN 9787538101812
- 「基礎日本語」（1,2册）東北財経大学出版1992[3]
- 「日本語聴解」北京大学出版社1994[3]
- 「日本語聴解教程」東北財経大学出版1994[3]
- 「全方位日本語聴力練習」三思堂2001 ISBN 9575006844
- 「大学日本語会話」大連出版社2002[3]
- 「新大学日本語」（1,2,3,4冊）大連理工大学出版社2004 1冊ISBN 9787561118290,2冊ISBN 9787561133767,3冊ISBN 9787561133774,4册ISBN 9787561133781
- 「敬語通」大連出版社2006.5 ISBN 7806844015
- 「新日本語概論」黒竜江人民出版社2007 ISBN 9787207069368
- 「日本語音声学」大連出版社2007 ISBN 9787806845561